# 梶原芽衣
梶原 芽衣（かじわら めい、1973年5月15日 - ）は、日本のタレント、グラビアアイドルである。

## 来歴
兵庫県豊岡市（旧城崎町）生まれ。1997年にフォーミュラ・ニッポン・ANABUKI童夢with無限 アナブキレーシングギャルズを務めた。TBS系のバラエティ番組『ワンダフル』に出演し芸能界デビュー、いわゆる「ワンギャル」の3期生として活躍。このときは「1976年生」だった。3期最終回のストリート写真館で自分のバストサイズが嘘だと言っていた。既婚。

## テレビ番組
- 1998年 MONDO21「グラビアの美少女」
- 1999年 - 2000年　TBS「ワンダフル」
- 2002年　TBS「ぼくが地球を救う」
- 2003年  TBS「マンハッタンラブストーリー」

## 映画
- 生霊 (1999年）

## 写真集
- 「Aventure」（2000年、ソフトガレージ)
- 「Metamolphose」（2001年、バウハウス)
- ベスト オブ サーキット エンジェル 21（1997年、コスミックインターナショナル)